# Подорож до інших світів
«Подорож до інших світів: Романтика майбутнього» (англ. A Journey in Other Worlds: A Romance of the Future) — науково-фантастичний утопічний роман Джона Джейкоба Астора IV, опублікований 1894 року.

## Сюжет
Книга пропонує читачеві вигаданий опис життя в 2000 році. Вона містить багато роздумів щодо технологічних винаходів, включаючи описи всесвітньої телефонної мережі, сонячної енергії, авіаперевезень, космічних подорожей на планети Сатурн і Юпітер, а також терраформування інженерних проектів — блокування Північного Льодовитого океану та регулювання осьового нахилу Землі (завдяки Компанії «Напрямляюча наземна вісь»).
У романі Астора Сполучені Штати стають мультиконтинентальною державою. У європейських державах до влади прийшли соціалістичні уряди, які продали більшість своїх африканських колоній США; а Канада, Мексика та країни Південної Америки самі попросили американців анексувати їх. Космічні подорожі досягаються завдяки апергії, силі антигравитації.
Юпітер виявляється світом джунглів, населений м'ясоїдними рослинами, кажанами-вампірами, гігантськими зміями та мастодонтами, а також летючими ящірами. Американці відкривають багато корисних ресурсів: залізо, срібло, золото, свинець, мідь, вугілля та нафту.
Сатурн, навпаки, є давнім світом безмовних духів. Духовні істоти надають дослідникам прогноз власної смерті. Від одного з духів, покійного єпископа, дослідник дізнаються про крижаний світ Кассандри, який проходить навколо Сонця за межами Нептуна і є домом для душ недостойних землян.

## Інші видання
Паперовий варіант роману «Подорож до інших світів» було опубліковано в 2003 році.